# Route Adélie de Vitré 2001
La Route Adélie de Vitré 2001, sesta edizione della corsa e valida come evento del circuito UCI categoria 1.4, fu disputata il 6 aprile 2001 su un percorso di 185,3 km. Fu vinta dall'estone Jaan Kirsipuu al traguardo con il tempo di 4h35'02", alla media di 40,424 km/h.
Partenza con 124 ciclisti, dei quali 39 portarono a termine il percorso.

## Ordine d'arrivo (Top 10)
| Pos. | Corridore            | Squadra       | Tempo    |
| ---- | -------------------- | ------------- | -------- |
| 1    | Jaan Kirsipuu        | AG2R Prév.    | 4h35'02" |
| 2    | Stéphane Heulot      | Big Mat       | a 2"     |
| 3    | Laurent Brochard     | Jean Delatour | a 14"    |
| 4    | Davide Casarotto     | Alessio       | a 21"    |
| 5    | Christophe Mengin    | F. des Jeux   | a 23"    |
| 6    | Florent Brard        | Festina       | a 31"    |
| 7    | Axel Merckx          | Domo          | s.t.     |
| 8    | Matthias Buxhofer    | Phonak        | s.t.     |
| 9    | Christophe Agnolutto | AG2R Prév.    | s.t.     |
| 10   | David Moncoutié      | Cofidis       | s.t.     |